# Eberstadt (Württemberg)

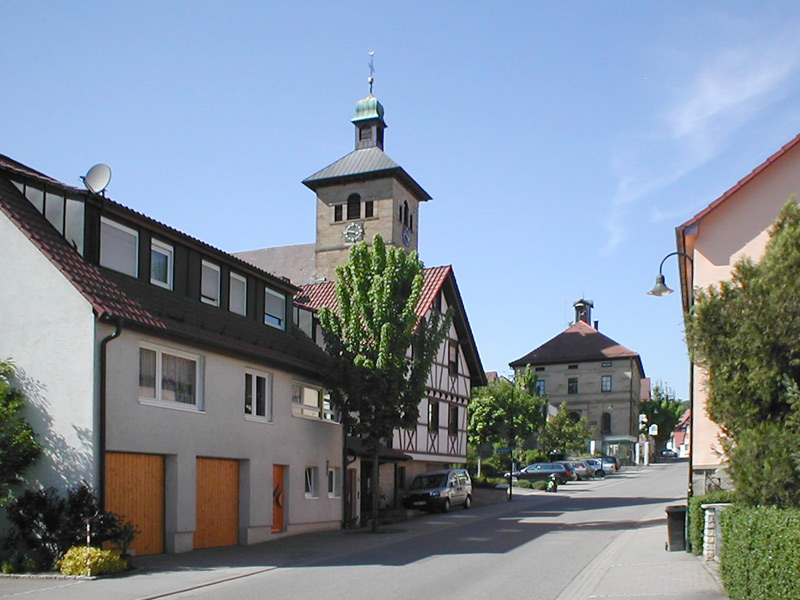
Ortsmitte von Eberstadt mit Kirche und Rathaus

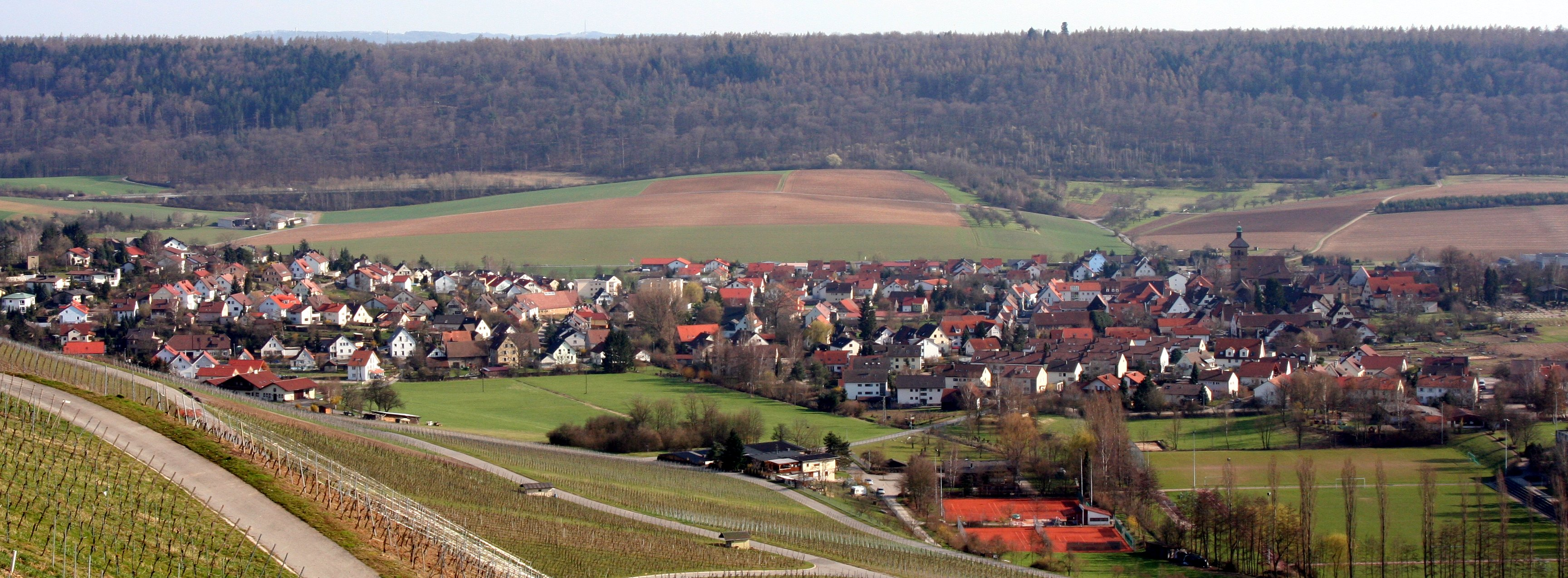
Eberstadt von Norden

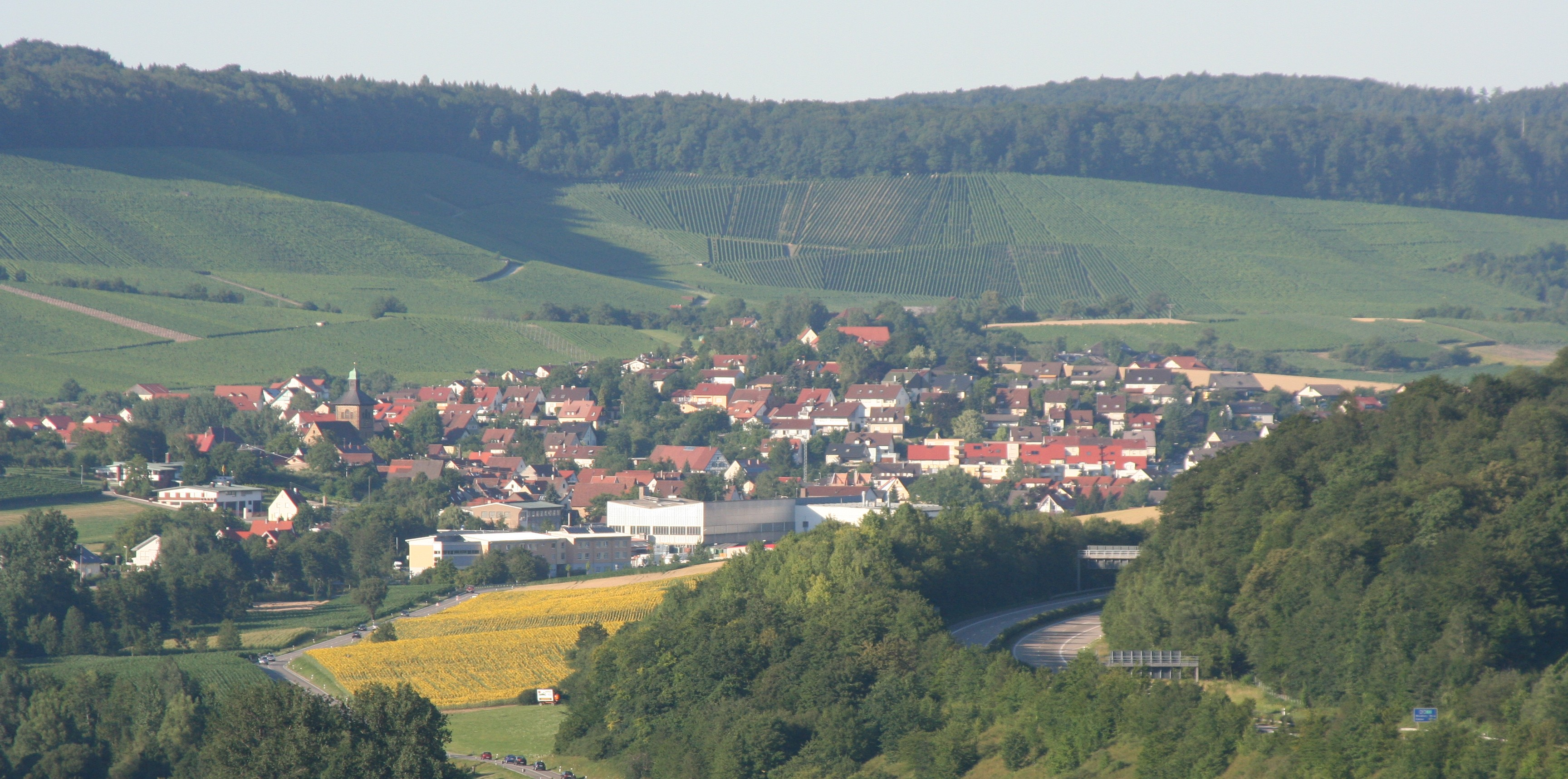
Eberstadt von Weinsberg (Burgruine) aus gesehen

Eberstadt ist eine Gemeinde im Landkreis Heilbronn, Baden-Württemberg. Sie gehört zum Regionalverband Heilbronn-Franken und zur Randzone der europäischen Metropolregion Stuttgart.

## Geographie

### Geographische Lage
Eberstadt liegt im Naturraum Schwäbisch-Fränkische Waldberge im Eberbachtal, einem Seitental des Sulmtales im Osten des Landkreises Heilbronn.

### Nachbargemeinden
Nachbarstädte und -gemeinden Eberstadts sind (im Uhrzeigersinn, beginnend im Westen): Weinsberg, Erlenbach, Neckarsulm, Neuenstadt am Kocher, Langenbrettach und Bretzfeld (Hohenlohekreis). Bis auf Bretzfeld gehören alle zum Landkreis Heilbronn. Zusammen mit Ellhofen, Lehrensteinsfeld und Weinsberg bildet Eberstadt den Gemeindeverwaltungsverband „Raum Weinsberg“ mit Sitz in Weinsberg.

### Gemeindegliederung
Eberstadt besteht aus den Ortsteilen Eberstadt und Hölzern. Zu Eberstadt selbst gehören noch die Weiler Buchhorn, Klingenhof und Lennach. Abgegangene, heute nicht mehr bestehende Orte auf Markung Eberstadt sind Eberfirst und Pfitzhof.
Die Gemeinde Eberstadt hatte 2022 3178 Einwohner,(männlich: 1 573 Personen und weiblich: 1 605 Personen) von denen etwa 2600 im Ortsteil Eberstadt, 320 in Hölzern, 210 in Lennach und Buchhorn zusammen und 70 in Klingenhof leben.

### Flächenaufteilung
Nach Daten des Statistischen Landesamtes, Stand 2014.

## Geschichte

### Vor- und Frühgeschichte
Archäologische Funde weisen auf eine Besiedlung des Eberbachtals in der Jungsteinzeit und zur Zeit der Römer hin.

### Mittelalter
Die Siedlung Eberstadt wurde als Besitz des Chorfrauenstiftes Oberstenfeld erstmals in einer Urkunde des Papstes Innozenz IV. aus dem Jahr 1247 erwähnt; der Ortsteil Hölzern dagegen schon um 1100. Der Ortsteil Lennach wurde erstmals 1282 erwähnt, noch jünger ist das 1402 erstmals erwähnt Buchhorn.
Eberstadt wurde 1412 und 1450 von seinen bisherigen Besitzern, den Herren von Weinsberg, in zwei Hälften an Kurpfalz verkauft und gelangte 1504 zusammen mit Weinsberg an Württemberg.

### Frühe Neuzeit
Im Dreißigjährigen Krieg sank die Bevölkerung Eberstadts von 1629 bis 1651 auf ein Drittel, von vorher 620 auf nunmehr nur noch 210 Einwohner. Von den Folgen dieses Krieges erholte sich der Ort während des 18. Jahrhunderts nur langsam.

### 19. und 20. Jahrhundert
Bei der Umsetzung der neuen Verwaltungsgliederung im 1806 gegründeten Königreich Württemberg blieb Eberstadt dem Oberamt Weinsberg zugeordnet, dem es seit dessen Gründung angehört hatte.
Bis zum Beginn des Ersten Weltkrieges hatte Eberstadt 760 Einwohner.
Der Volksstaat Württemberg löste das Oberamt Weinsberg 1926 auf. Eberstadt wurde dem Oberamt Heilbronn zugeordnet. Bei der Kreisreform während der NS-Zeit in Württemberg gelangte Eberstadt 1938 zum Landkreis Heilbronn. Nach dem Zweiten Weltkrieg wurde der Ort Teil der Amerikanischen Besatzungszone und gehörte somit zum neu gegründeten Land Württemberg-Baden, das 1952 im jetzigen Bundesland Baden-Württemberg aufging. In der Nachkriegszeit siedelte sich allmählich auch Gewerbe an; die Landwirtschaft bleibt aber bis heute wichtig. Internationale Aufmerksamkeit fand der Ort durch das von 1979 bis 2018 organisierte Eberstädter Hochsprung-Meeting.

### Religionen
In Eberstadt gibt es eine evangelische Kirchengemeinde für den Hauptort und den Ortsteil Hölzern. Sie gehört zum Kirchenbezirk Weinsberg-Neuenstadt der Evangelischen Landeskirche in Württemberg. Hölzern war bis 1931 eine selbständige Filialkirchengemeinde, die mit der Muttergemeinde Eberstadt die seither erloschene Gesamtkirchengemeinde Eberstadt bildete.
Für die katholischen Christen der Gemeinde ist die Katholische Kirchengemeinde Weinsberg zuständig. Zusammen mit den Katholiken aus Hölzern und Gellmersbach verfügen sie mit der 1970 in Eberstadt erbauten Kirche Maria, Königin des Friedens über ein eigenes Kirchengebäude.

### Eingemeindungen
Am 1. Januar 1971 wurde die Gemeinde Hölzern nach Eberstadt eingemeindet.

### Einwohnerentwicklung
| - 1629: 0620 - 1651: 0210 - 1914: 0760 - 1939: 0963 - 1961: 1391 - 1970: 1991 - 1980: 2337 | - 1990: 2796 - 1995: 2918 - 2000: 3098 - 2005: 3202 - 2010: 3161 - 2015: 3175 - 2020: 3115 |

## Politik

### Gemeinderat
Der Gemeinderat in Eberstadt hat 14 Mitglieder. Er besteht aus den gewählten ehrenamtlichen Gemeinderäten und dem Bürgermeister als Vorsitzendem. Der Bürgermeister ist im Gemeinderat stimmberechtigt. 
Die Kommunalwahl am 9. Juni 2024 führte zu folgendem Endergebnis.  Die Wahlbeteiligung betrug 69,70 % (2019: 67,0 %).
| CDU und Freie                 | 5 Sitze | 34,82 % | (2019: 4 Sitze, 28 %) |
| Bürgerliche Wählervereinigung | 6 Sitze | 41,68 % | (2019: 5 Sitze, 35 %) |
| SPD und Unabhängige           | 1 Sitz  | 10,76 % | (2019: 2 Sitze, 14 %) |
| Grüne Bürgerliste             | 2 Sitze | 12,75 % | (2019: 3 Sitze, 21 %) |

### Bürgermeister
Der Bürgermeister wird für acht Jahre direkt gewählt. Seit dem 1. November 2023 ist Patrick Dillig (CDU) Bürgermeister von Eberstadt. Er wurde am 17. September 2023 mit 80,1 Prozent der Stimmen zum Bürgermeister gewählt; Amtsinhaber Stephan Franczak (SPD) erhielt lediglich 19,4 Prozent der Stimmen.
- 1966–2002 Gerhard Schumann
- 2002–2015 Timo Frey (CDU)
- 2015–2023 Stephan Franczak (SPD)
- seit 2023 Patrick Dillig (CDU)

### Wappen und Flagge
Die Blasonierung des Eberstädter Wappens lautet: In geteiltem Schild oben in Schwarz ein wachsender goldener Eber, unten in Gold eine liegende schwarze Hirschstange. Die Flagge der Gemeinde ist Gelb-Schwarz.
Das Wappen ist erstmals 1628 nachgewiesen, in Stein gehauen an der Ostseite des Eberstädter Kirchturms. Der Eber symbolisiert als redende Wappenfigur den Ortsnamen, die Hirschstange die Zugehörigkeit zu Württemberg. Es setzte sich gegen andere Varianten durch, die nur einen halben (Ortsbrunnen von 1784, Ortsfahnen 18./19. Jahrhundert, Gemeindesiegel von 1903) oder ganzen Eber (Jagd-Fähnchen Anfang 19. Jahrhundert) ohne die Hirschstange zeigten. Die Farben des Wappens wurden 1938 von der württembergischen Archivdirektion festgelegt. Wappen und Flagge wurden der Gemeinde am 25. März 1963 vom baden-württembergischen Innenministerium verliehen.

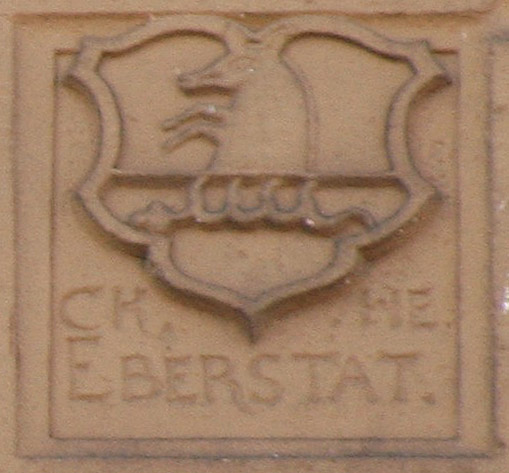
Wappen von 1628 am Kirchturm
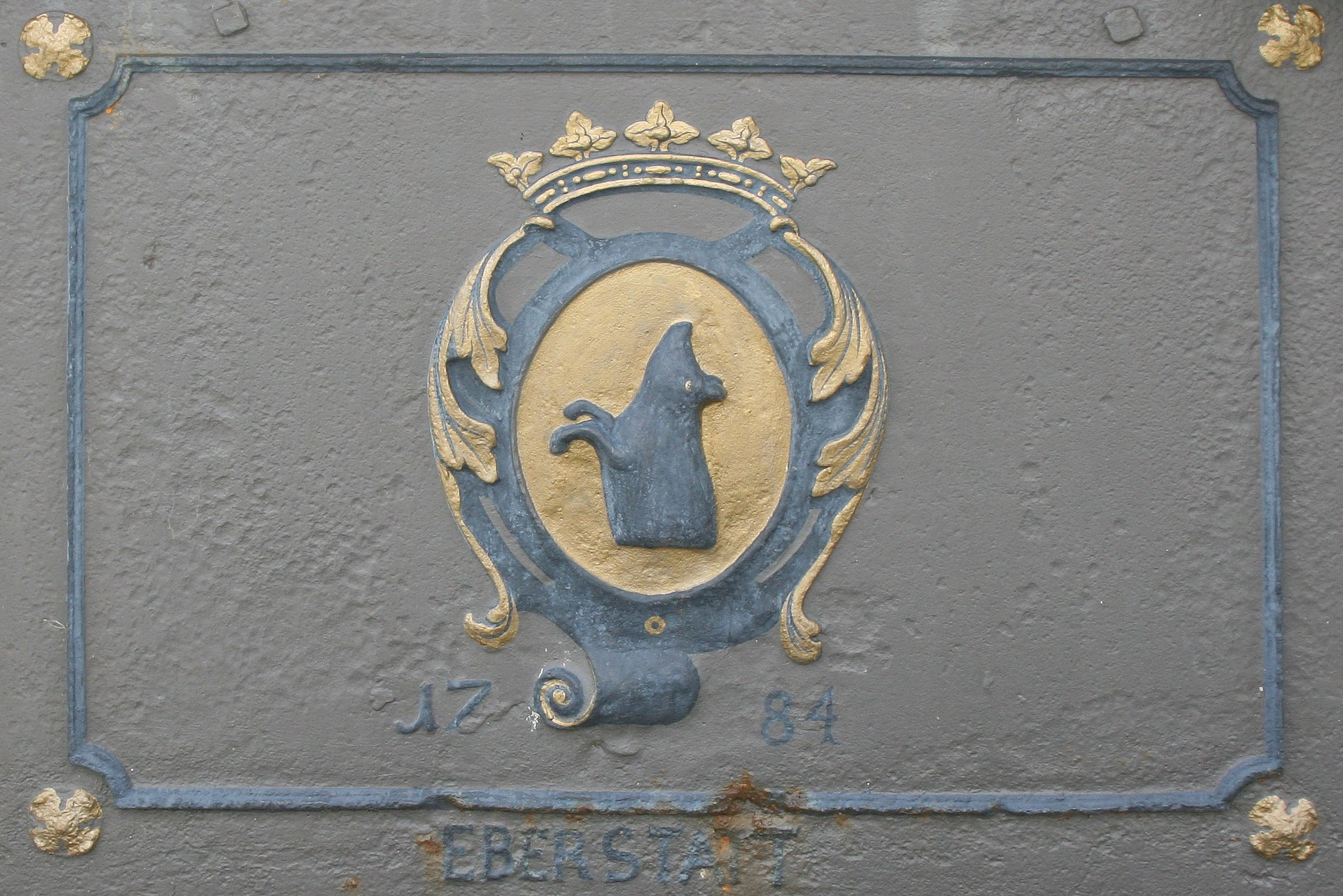
Wappen auf dem Röhrbrunnen von 1784
Wappen Eberstadts

### Partnergemeinde
Italienische Partnergemeinde Eberstadts ist seit 1984 Montescudaio in der Toskana.

## Kultur und Sehenswürdigkeiten

### Württemberger Weinstraße
Eberstadt liegt an der Württemberger Weinstraße, die an vielen Sehenswürdigkeiten vorbeiführt.

### Bauwerke

#### Eberstadt

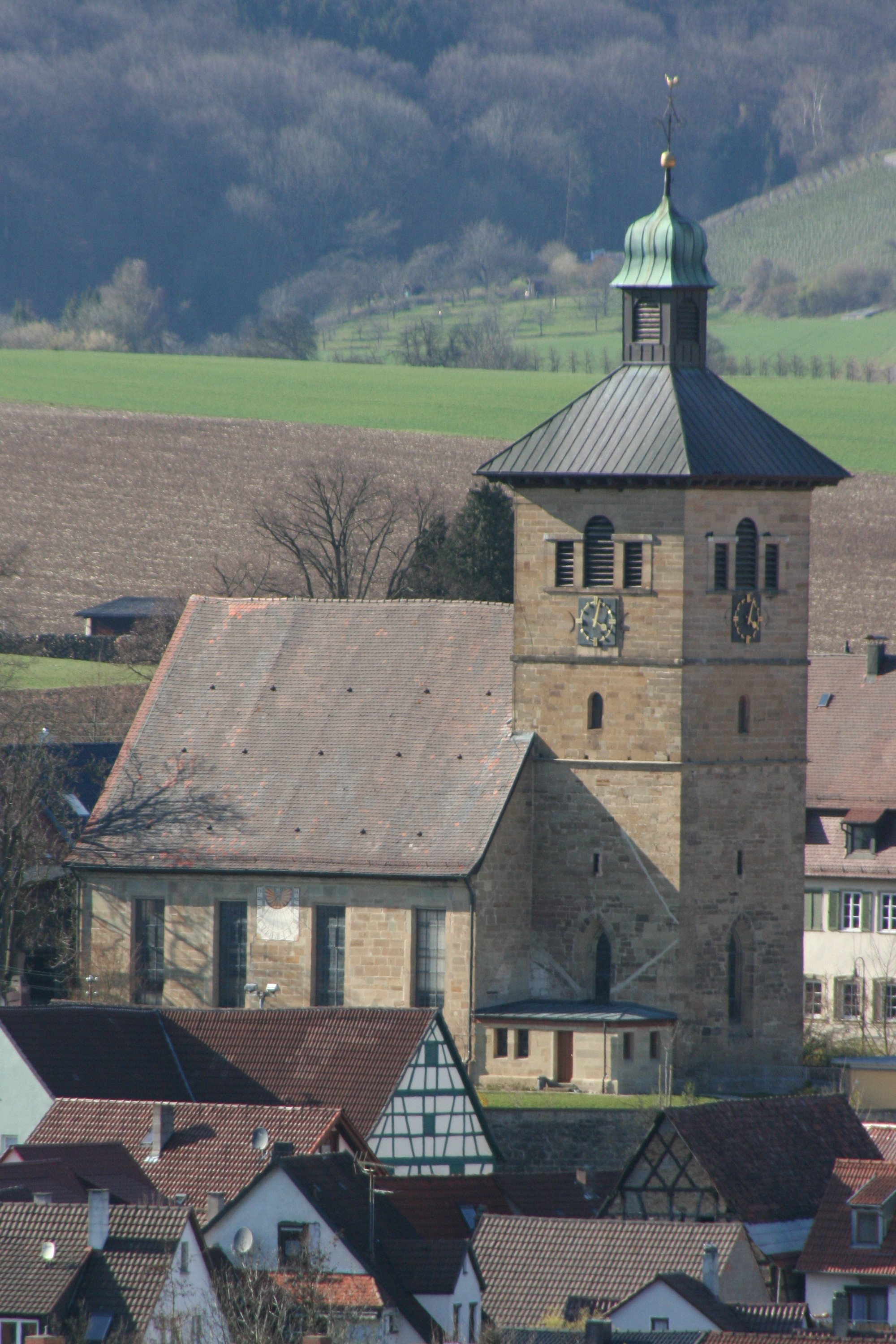
Ulrichskirche

Besonders sehenswert ist die evangelische Ulrichskirche (bis 1964 fälschlicherweise als Lukaskirche bezeichnet), die erstmals 1247 erwähnt wurde und in ihrem jetzigen Bestand als Chorturmkirche der Hochgotik mit Kreuzrippengewölbe im Chor auf das Jahr 1477 zurückgeht. Das Schiff wurde 1586 erweitert sowie 1892 und durch Architekt Heinz Klatte 1964/65 renoviert. Bereits 1953 wurde nach Kriegsschäden durch Architekt Hannes Mayer die baufällige Sakristei in verkleinerter Form neu gebaut, der Chor renoviert und seine drei Fenster mit Farbverglasung versehen.
Die Ulrichskirche stellt gemeinsam mit dem Rathaus ein reizvolles Ensemble in der Ortsmitte dar, zu dem sich im näheren Umfeld noch das barocke Pfarrhaus von 1773 und die Alte Schule von 1880 gesellen.

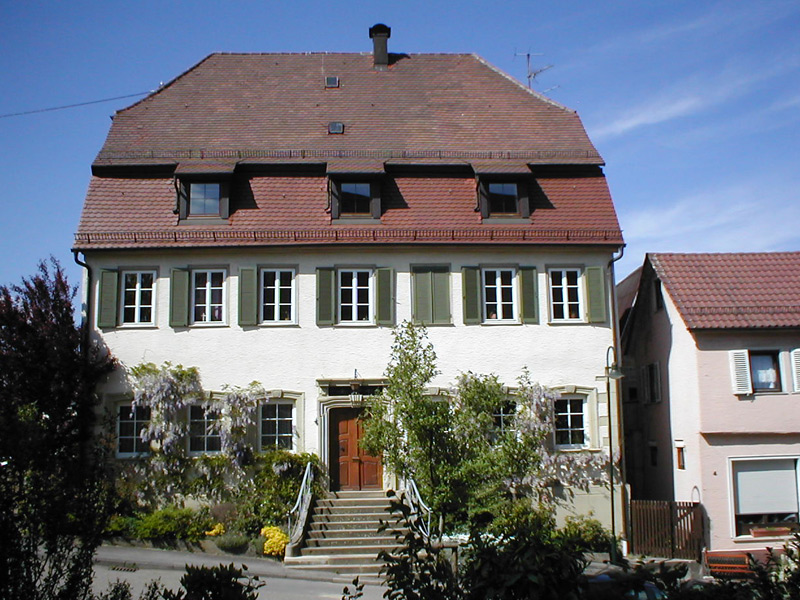
Pfarrhaus von 1773
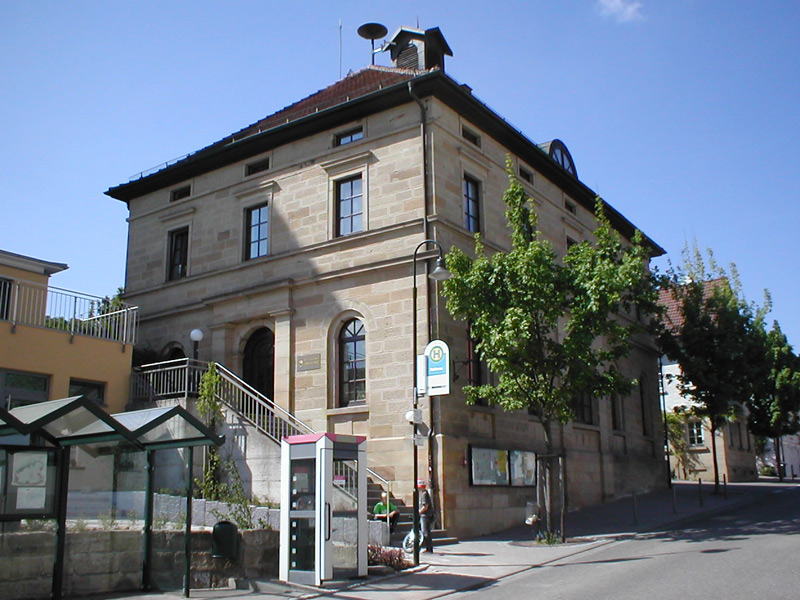
Rathaus
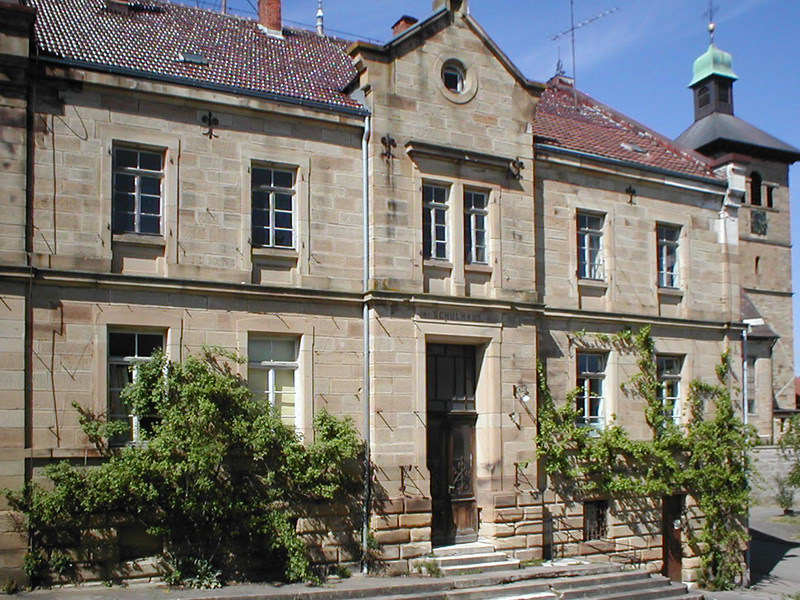
Altes Schulhaus von 1880

Der Ort ist reich an historischen Fachwerkbauten, darunter ein ehemals dem Kloster Lichtenstern gehörendes Gebäude in der Klostergasse, das am Portal auf 1617 datiert ist, sowie das wegen seiner Größe im Volksmund Kaserne genannte ehemalige Amtshaus der Weinsberger geistlichen Verwaltung in der Hauptstraße 54, das vermutlich im Jahre 1404 errichtet wurde. „Hier wurden früher die Güter verwaltet und der Zehnte für die jeweilige geistliche Herrschaft eingezogen.“, Im Ort befinden sich außerdem ein Barockbrunnen von 1784 mit reich verziertem metallenem Brunnenkasten sowie der neuzeitliche Eberbrunnen vor der Alten Kelter, die zum Supermarkt umgebaut wurde.

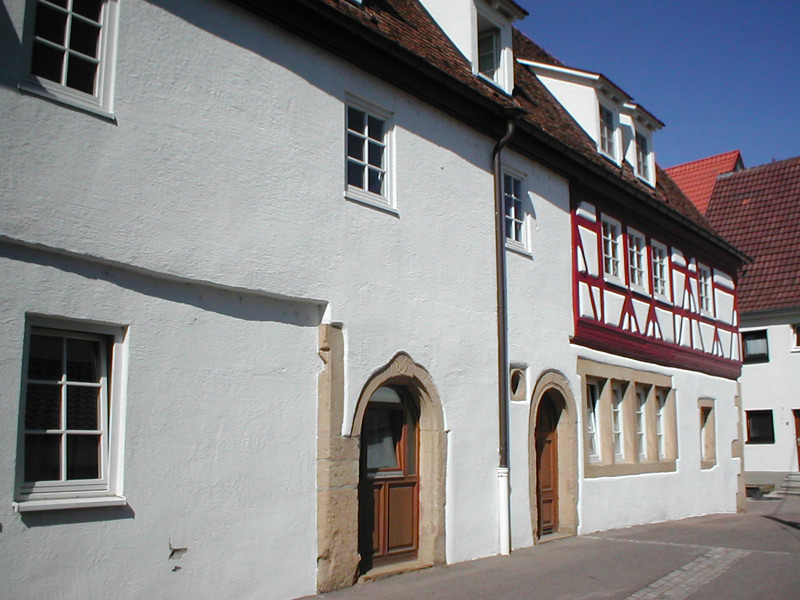
Ehem. Haus des Klosters Lichtenstern
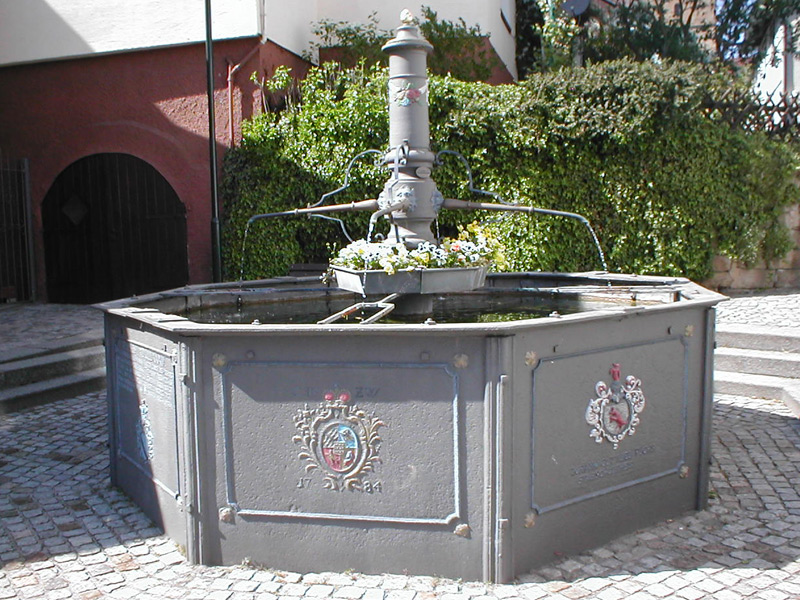
Barockbrunnen von 1784
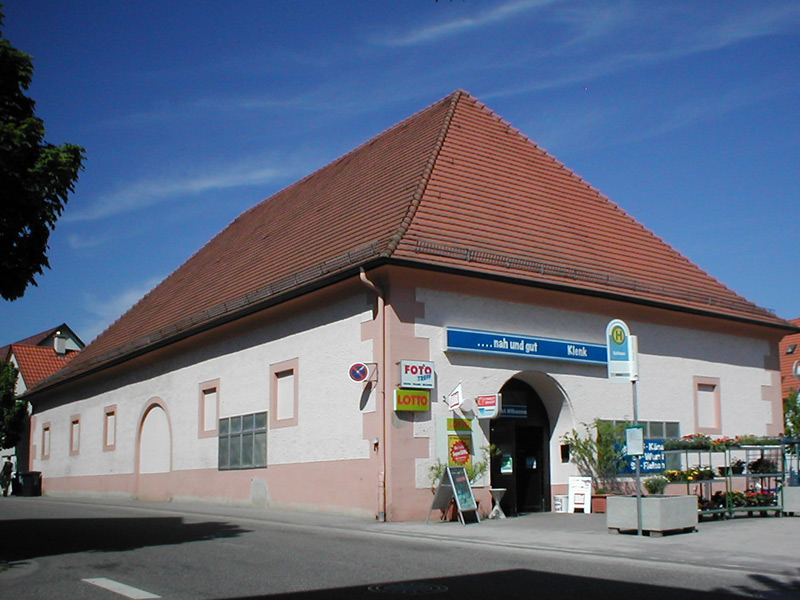
Alte Kelter
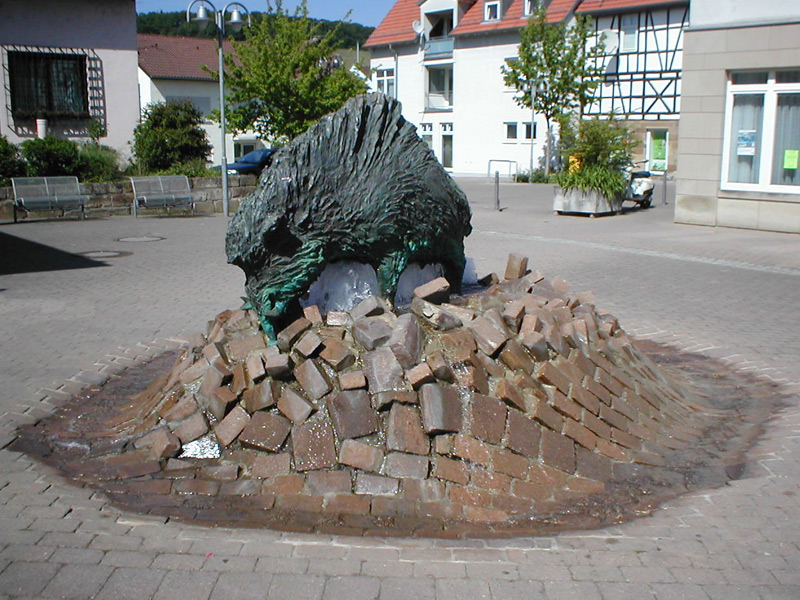
Eberbrunnen
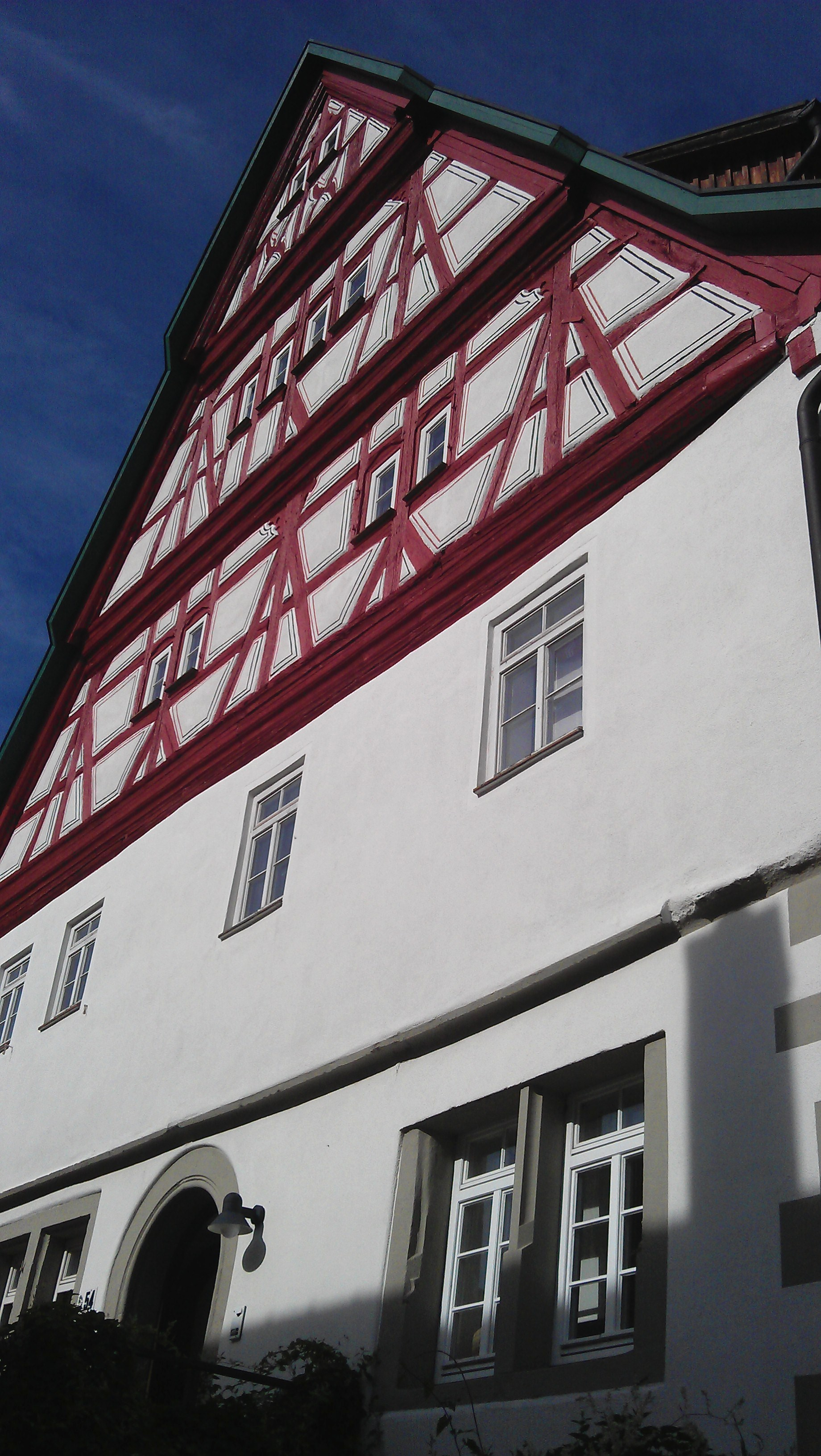
Eberstädter Kaserne – Fachwerkgiebel

Etwas außerhalb des Ortskerns finden sich die Riekersche Mühle von 1791 sowie das Schafhaus, ein zeitweilig auch als Farrenstall verwendeter Fachwerkbau von 1804.

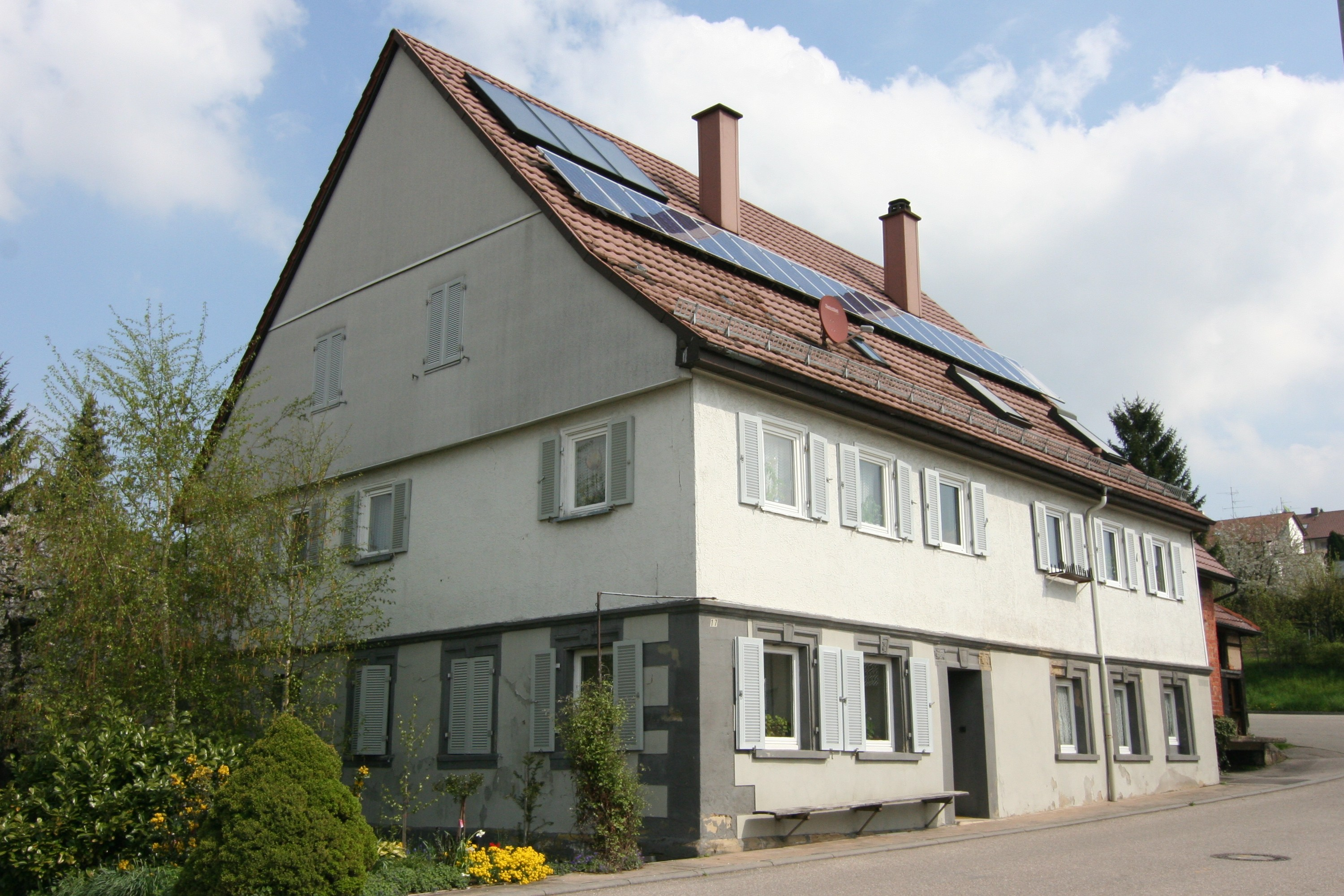
Mühle
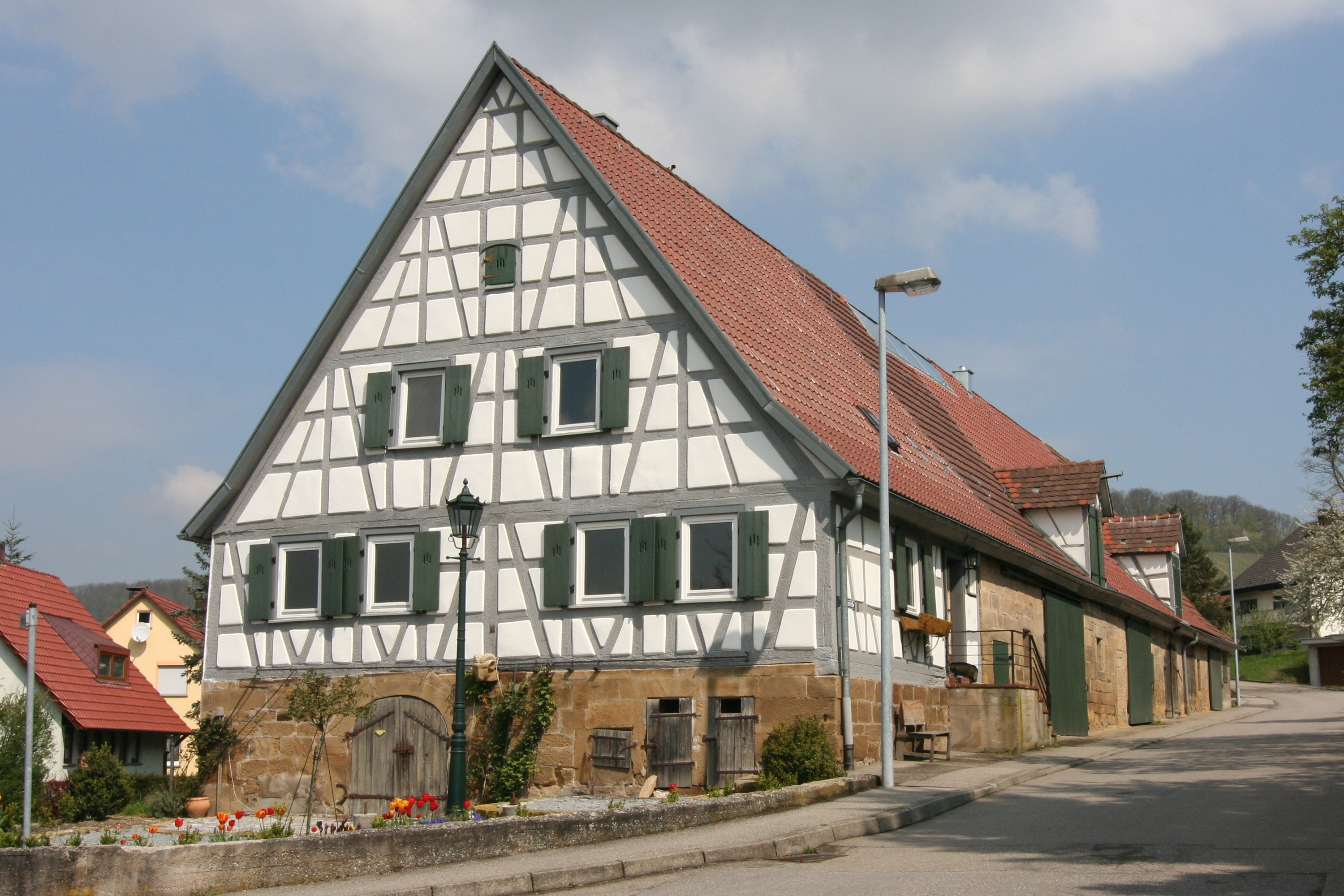
Schafhaus

#### Buchhorn
Der Straßenweiler Buchhorn weist ein historisches Gebäudeensemble in der Dorfmitte auf, darüber hinaus ein Backhaus von 1888 an der stattlichen Dorflinde mit 1992 renoviertem Eichbrunnen.

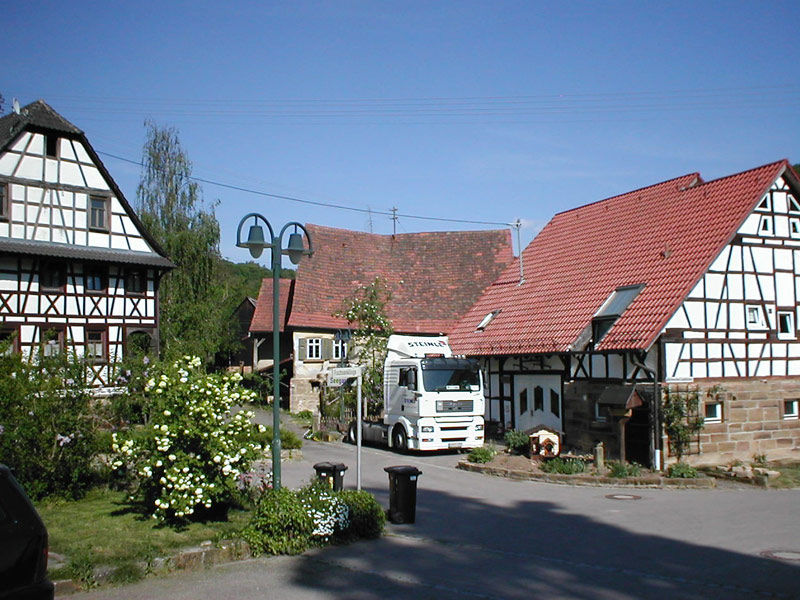
Hist. Gebäude in Buchhorn
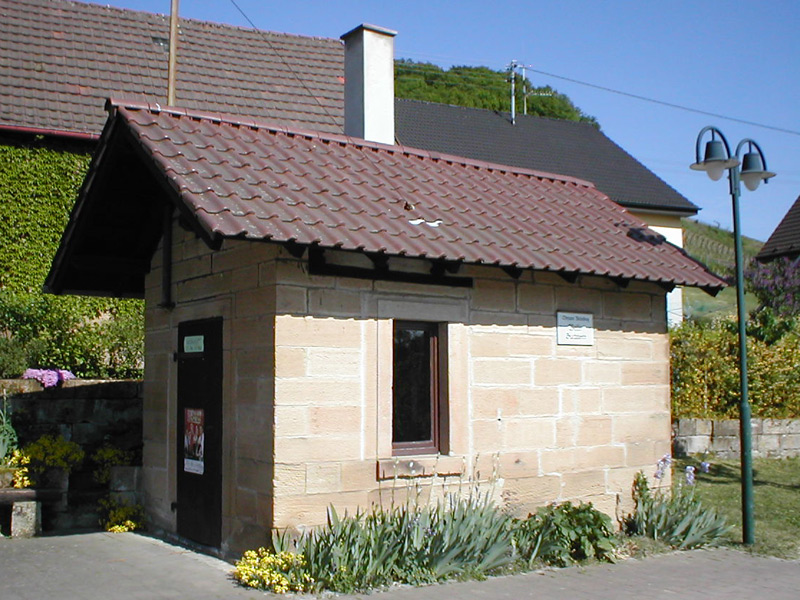
Backhaus von 1888
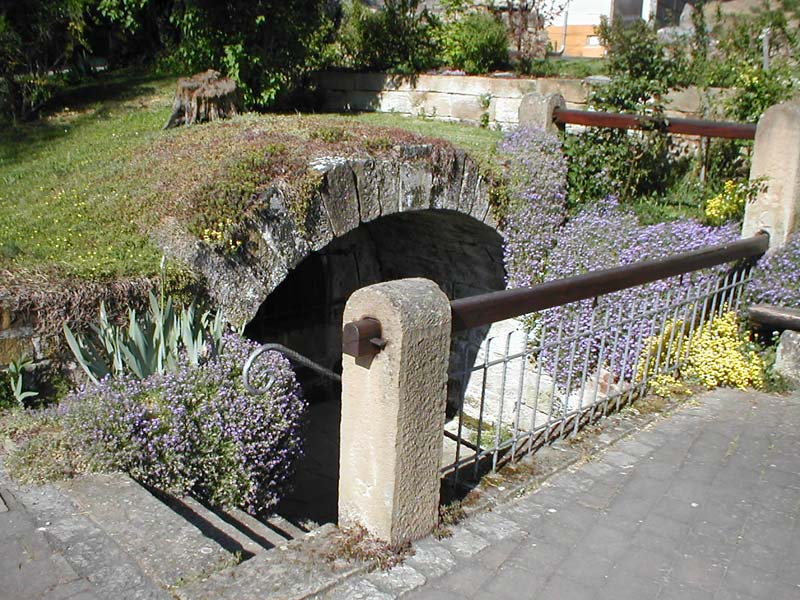
Eichbrunnen

#### Hölzern
Im Ortsteil Hölzern gibt es die Johanneskirche, von der jedoch nur der Chorturm erhalten ist. Von dem romanischen Kirchlein wurde der Chor im 19. Jahrhundert abgebrochen. Dabei fand man im Altar Reliquien des Heiligen Johannes, des Apostels Bartholomäus und des Hl. Stephanus sowie die Jahreszahl 1208. Anstelle der abgebrochenen Kirche wurde 1842 ein Schulhaus angebaut, das 1978/79 durch ein kommunales Mehrzweckhaus für Veranstaltungen (auch Gottesdienste) ersetzt wurde.

#### Lennach
In Lennach befinden sich das Alte Rathaus, eine alte Kelter, ein historischer Brunnen sowie ein Backhaus.

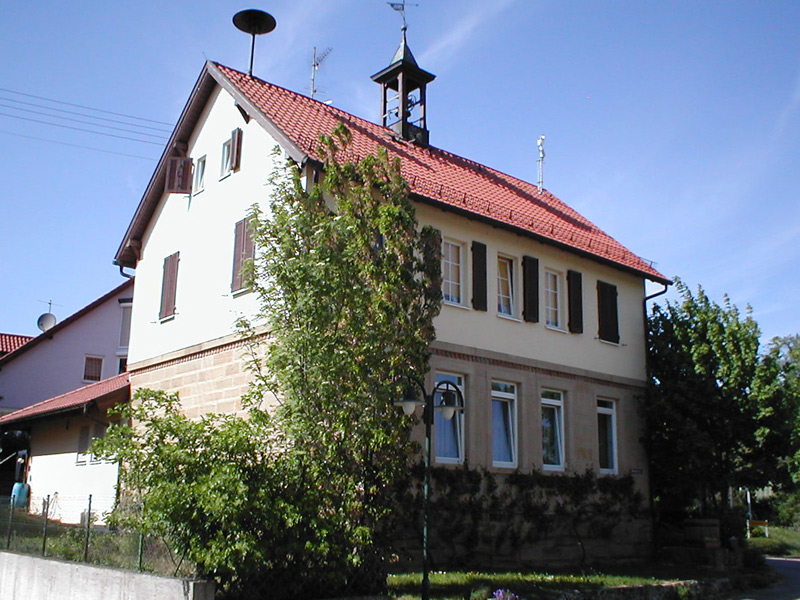
Altes Rathaus
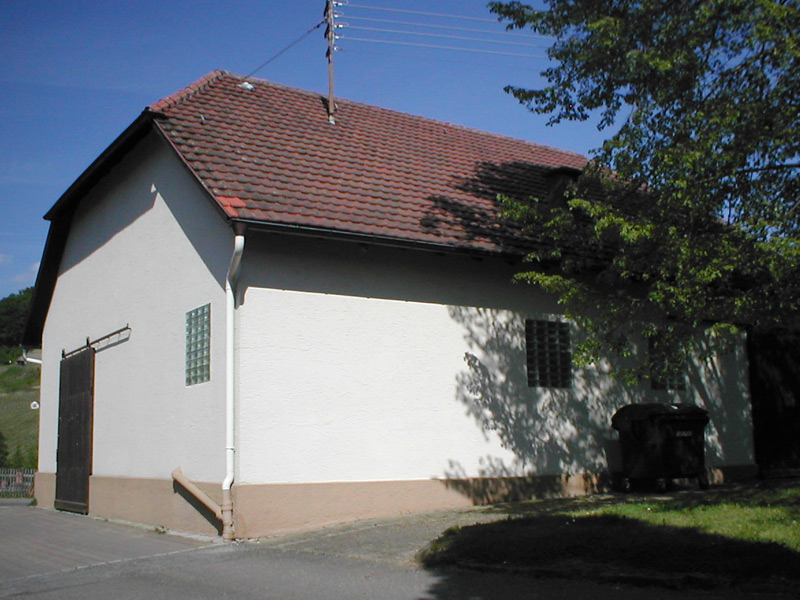
Alte Kelter
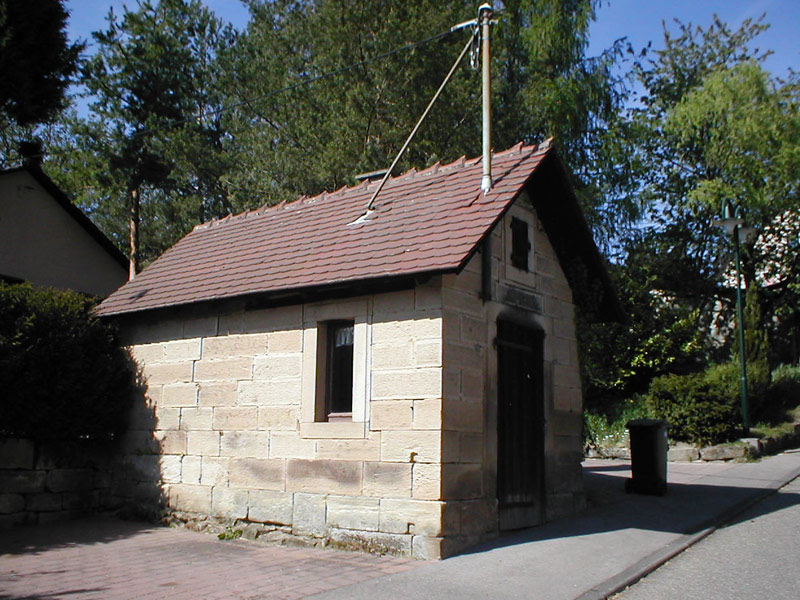
Backhaus
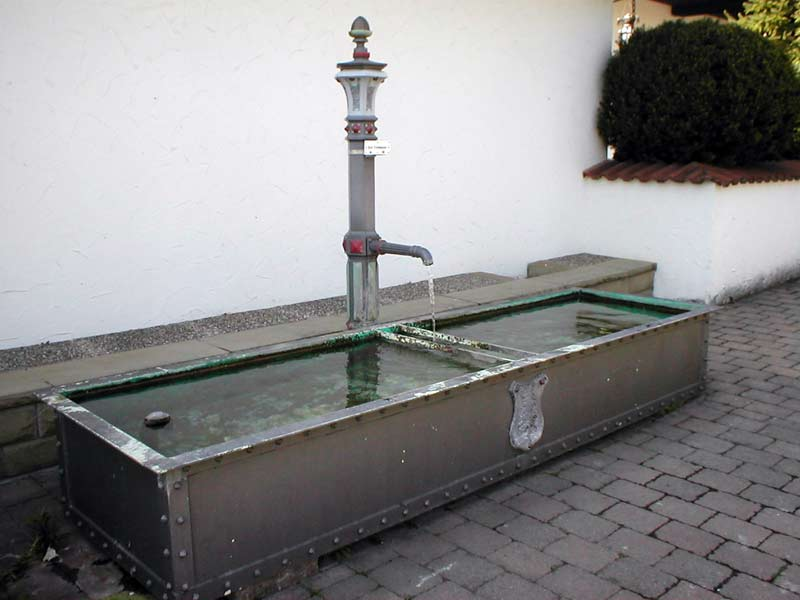
Hist. Brunnen

### Naturschutzgebiet
Das Naturschutzgebiet Wildenberg (Nr. 1.187) wurde am 16. Oktober 1992 auf dem Westteil des Wildenberges zwischen Weinsberg-Grantschen und Eberstadt, direkt südlich der A 81, eingerichtet. Der Anteil Eberstadts ist 47,8 ha groß, der Anteil Weinsbergs 1,6 ha. Das Schutzgebiet besitzt durch mehrere geologische Aufschlüsse besondere geologische Bedeutung als Einblick in die Entstehungsgeschichte des Schilfsandsteins. Das ganze Naturschutzgebiet und ein kleines anschließendes Gebiet, insgesamt 57,5 ha, wurde zudem schon am 2. September 1991 als Schonwald (Nr. 301) ausgewiesen mit dem Ziel, die naturnahe Laubholzbestockung zu erhalten und pflegen.

### Regelmäßige Veranstaltungen
Jährlich findet (jeweils in der ersten Septemberwoche) der Eberstädter Markt statt.

## Wirtschaft und Infrastruktur

### Ansässige Unternehmen
Größter Arbeitgeber Eberstadts mit (Stand 2008) rund 110 Beschäftigten ist die Hirschmann Laborgeräte GmbH & Co. KG, die seit über 40 Jahren in der Gemeinde ansässig ist und Laborgläser, Messgeräte und Laborbedarf vertreibt.
Für Eberstadt wichtig war auch die Westiform visuelle Kommunikation GmbH, ehemals Hoerner GmbH & Co. KG. Das 1932 gegründete Unternehmen, das 1979 noch rund 550 Mitarbeiter beschäftigte, war im Herbst 2002 nach wirtschaftlichen Schwierigkeiten vom Schweizer Wettbewerber Westiform AG übernommen worden, der ihm im Oktober 2004 auch seinen Namen gab. Rund 60 Mitarbeiter (Stand 2009) stellten am Standort Eberstadt Lichtwerbung (Leuchtschriften, Groß- und Einzelanlagen, Sonderleuchtröhren etc.) her, die Eberstädter Niederlassung Westiforms war damit immer noch der zweitgrößte Arbeitgeber der Gemeinde. 2010 stellte Westiform jedoch die Produktion am Standort Eberstadt ein, und Ende 2011 zog das Unternehmen mit den noch verbliebenen 35 Mitarbeitern, die sich mit Verkauf und Service beschäftigen, nach Schwabbach, einem Ortsteil der Eberstädter Nachbargemeinde Bretzfeld.

### Verkehr
Eberstadt liegt in der Nähe des Autobahnkreuzes Weinsberg. Die Ausfahrt Weinsberg/Ellhofen an der A 81 ist etwa 6 km, die Ausfahrt Bretzfeld an der A 6 etwa 7 km entfernt. Der nächste Bahnhof ist in Weinsberg an der Bahnstrecke Crailsheim–Heilbronn.

### Ver- und Entsorgung
Der Landkreis Heilbronn betreibt in Eberstadt eine seiner zwei Mülldeponien, die für die östliche Hälfte des Landkreises zuständig war. Die Deponie befindet sich am Ende eines kleinen nördlichen Seitentales des Eberbachtales. Für den westlichen Landkreis war die Deponie in Schwaigern-Stetten zuständig. Seit 1. Juni 2005 wird kein neuer Abfall mehr deponiert, an der Deponie ist stattdessen eine Sammelstelle für Haushalts- und Kleingewerbemüll eingerichtet. Der Müll wird dann zur weiteren Behandlung nach Heilbronn gebracht.

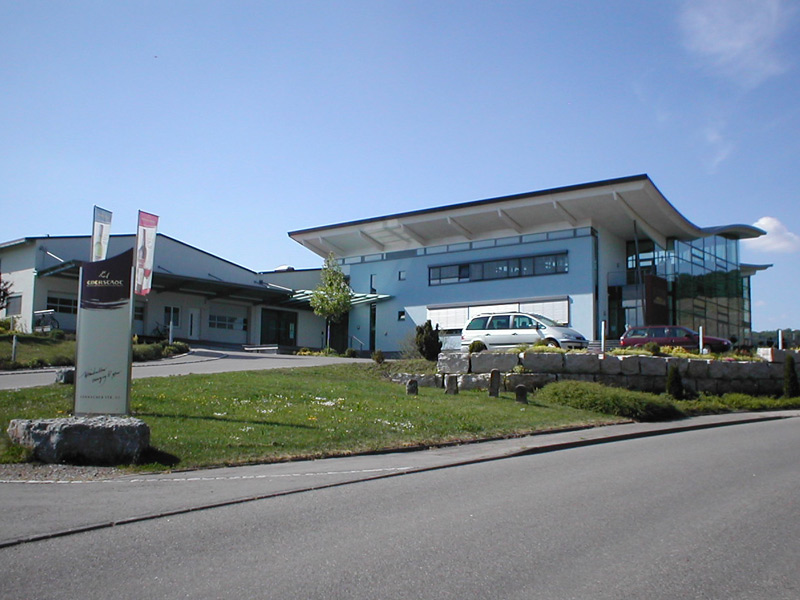
Weingärtnergenossenschaft Eberstadt eG

### Weinbau
Die meisten Eberstädter Weingärtner sind in der 1923 gegründeten Weingärtnergenossenschaft Eberstadt eG zusammengeschlossen, die sich 2011 mit drei anderen Betrieben zu einer neuen Weingärtnergenossenschaft namens Winzer vom Weinsberger Tal mit Sitz in Löwenstein und Niederlassungen in Eberstadt, Eschenau und Willsbach zusammenschloss. Außerdem gibt es noch zwei selbstvermarktende Weinbaubetriebe. Die Lagen im Ort gehören teils zur Großlage Staufenberg und teils zur Großlage Salzberg, beide im Bereich Württembergisch Unterland des Weinbaugebietes Württemberg.

### Medien
Über das Geschehen in Eberstadt berichtet die Tageszeitung Heilbronner Stimme in ihrer Ausgabe für das Weinsberger Tal (WT). Das amtliche Mitteilungsblatt Eberstädter Nachrichten erscheint seit 9. Januar 1960 wöchentlich.

### Bildung
Eberstadt verfügt über eine Grundschule und zwei Kindergärten. Die Volkshochschule Unterland unterhält in Eberstadt eine Außenstelle.

## Persönlichkeiten

### Ehrenbürger
- 2002: Gerhard Schumann (1941–2020), Bürgermeister Eberstadts von 1966 bis 2002[21][22]
- 2018: Peter Schramm (1943–2024),[23] Begründer und Sportdirektor des Internationalen Hochsprung-Meetings Eberstadt

### Sonstige mit der Gemeinde verbundene Persönlichkeiten
- Burkhard Friedrich Mauchart (1744–1827), 1794–1827 Eberstadter Stabschultheiß, 1819 Mitglied der württembergischen Ständeversammlung
- Karl Wilhelm Heinrich Binder (1783–1852), in Eberstadt geboren, 1826 bis 1832 Abgeordneter in den Württembergischen Landständen
- Joachim Rukwied (* 1961 in Heilbronn), Eberstädter Landwirt und Agrarfunktionär, Präsident des Landesbauernverbandes Baden-Württemberg und des Deutschen Bauernverbandes